# Revuha, Letîciv
Revuha (în ucraineană Ревуха) este un sat în comuna Rudnea din raionul Letîciv, regiunea Hmelnîțkîi, Ucraina.

## Demografie
Componența lingvistică a localității Revuha
     Ucraineană (99,09%)
     Alte limbi (0,91%)
Conform recensământului din 2001, majoritatea populației localității Revuha era vorbitoare de ucraineană (99,09%), existând în minoritate și vorbitori de alte limbi.